# Andy Statman

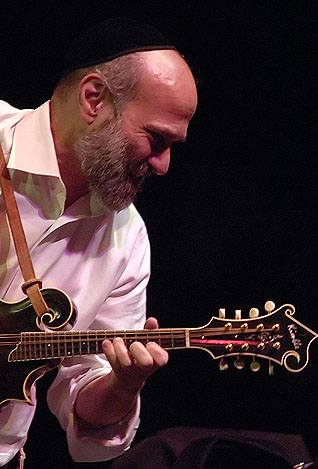
Andy Statman

Andy Statman (* 21. August 1950 in New York City) ist ein US-amerikanischer Musiker, der u. a. Mandoline und Klarinette spielt und sich im Klezmer, Jazz und Bluegrass betätigt.

## Leben und Wirken
Statman wuchs in einer Familie auf, die über Generationen Kantoren, Komponisten, klassische und Vaudeville-Musiker hervorgebracht hatte. Er nahm in seiner Kindheit und Jugend Klezmermusik wie Musik des Broadway und der Tin Pan Alley, chassidische Gesänge wie Rock’n Roll, Jazz und klassische Musik auf. Als sein Bruder Schallplatten von Lester Flatt und Earl Scruggs nach Hause mitbrachte, begeisterte er sich für Bluegrass und begann Gitarre und Banjo zu spielen. Ab 1965 nahm er Mandolinunterricht bei David Grisman und trat mit regionalen Bands an den Sonntagnachmittagen im Washington Square Park auf.
1967 lernte Statman Musik von Albert Ayler kennen und begann Saxophon bei Richard Grando zu lernen. Er spielte das Instrument in Freejazz-, Funk-, Rock- und Bluesbands, setzte aber daneben seine Mandolinstudien fort. 1970 schloss er sich der experimentellen Bluegrassgruppe Country Cooking an, darauf David Brombergs Band und schließlich der Gruppe Breakfast Special. Daneben begann er, Klarinette zu spielen und studierte griechische, albanische und aserbaidschanische Musik.
1975 lernte Statman den Klezmar-Klarinettisten Dave Tarras kennen, der ihn förderte und mehrere Stücke für ihn komponierte. Ende der 1970er Jahre veröffentlichte er seine ersten Alben Jewish Klezmer Music und Flatbush Waltz. Es folgten mehr als 20 eigene Alben, darunter Songs of Our Fathers (mit David Grisman) und mehr als 80 weitere Aufnahmen. Er arbeitete mit Musikern wie Grateful Dead, Bob Dylan, Ricky Skaggs, Béla Fleck, Itzhak Perlman, Vassar Clements, Stéphane Grappelli, Paul Shaffer und Kenny Werner zusammen und veröffentlichte Lehrbücher und -DVDs.

## Diskographie
- Jewish Klezmer Music
- Flatbush Waltz, 1980
- Mandolin Abstracions, 1983
- Nashville Mornings, 1986
- Andy's Ramble, 1994
- Klezmer Suite, 1994
- Songs of our Fathers, 1995
- Between Heaven & Earth: Music of the Jewish Mystics, 1997
- The Hidden Light, 1998
- Klezmer Music, 2000
- Wisdom Understanding Knowledge: Melodies of the Lubavitcher Chassidim, 2004
- Avodas Helevi, 2005
- On Air, 2005
- Awaking from Above, 2006
- East Flatbush Blues, 2006
- New Shabbos Waltz, 2006
- Old Brooklyn, 2011
- Superstring Theory, 2013
- Monroe Bus, 2019